# RS300
Le RS300 est une classe de dériveur moderne fabriquée par RS Sailing en Angleterre. Il s'agit d'un skiff monotype solo.

## Historique
Dessiné par Clive Everest, il a été produit pour la première fois en 1998. Il était basé sur l'International Moth, pour lequel Everest était un concepteur. Il a été plusieurs fois distingué, notamment nommé « British Sailboat of the Year » en 1998 (bateau britannique de l'année), il a aussi été reconnu comme « Millenium Project ».

## Gréement
Le RS300 possède seulement une grand-voile. Il y a deux gréements différents pour ce bateau. Le gréément A est légèrement plus petit que le B.

## Construction
- Coque : Epoxy GPR  (Sandwich)
- Espars : Carbone Composite pour le mat, Aluminium pour la bôme
- Voile : Mylar et Dacron